# ماك كورتيس
ماك كورتيس (بالإنجليزية: Mac Curtis)‏ هو كاتب أغاني ومغني وموسيقي أمريكي، ولد في 16 يناير 1939 في فورت وورث في الولايات المتحدة، وتوفي في 16 سبتمبر 2013 في تكساس في الولايات المتحدة بسبب حادث مرور.

## وصلات خارجية
- ماك كورتيس على موقع IMDb (الإنجليزية)
- ماك كورتيس على موقع ميوزك برينز (الإنجليزية)
- ماك كورتيس على موقع أول ميوزيك (الإنجليزية)
- ماك كورتيس على موقع ديسكوغز (الإنجليزية)